# Nattryttarna
Natryttarna é uma série de televisão de drama sueca de 2022, escrita por Ulf Kvensler e dirigida por Molly Hartleb e Julia Lindström. A série é protagonizada por Jonas Karlsson, Hanna Ardéhn, Saga Samuelsson, Malin Persson, Amanda Jansson e Tehilla Blad. Estreou no serviço de streaming C More em 31 de outubro de 2022 com oito episódios.

## Enredo
A série é vagamente baseada em acontecimentos reais que ocorreram em um conhecido centro hípico sueco durante a década de 1990. Em 1991, um homem foi condenado à prisão por agredir sexualmente vários dos seus alunos da escola de equitação.

## Elenco
- Jonas Karlsson – Tommy Lund
- Hanna Ardéhn – Victoria Lund
  - Emma Comstedt – Victoria aos cinco anos de idade
  - Lily Havnesköld – Victoria aos oito anos de idade
- Saga Samuelsson – Molly Bennett
- Malin Persson – Lotta Lund
- Amanda Jansson – Frida Karlsson
- Tehilla Blad] – Agnes Lund
  - Lovis Bello – Agnes aos quatro anos de idade
  - Vanessa van Biljenburgh – Agnes aos sete anos de idade
- Melinda Kinnaman – Katarina Rosén
- Christopher Wollter – Tomas Rosén
- Jessica Liedberg – Linda
- Julia Marko-Nord – Agneta, mãe de Molly
- Frida Argento – Bettina Hansson
- Omeya Lundqvist-Simbizi – Petronella "Nella" Alveström, amiga de Molly no ensino médio
- Hannes Meidal – Magnus Brändén
- Anders Beckman – Hans-Ove Synnergren
- Martin Nick Alexandersson – Jens, namorado de Frida
- Annika Hallin – Ingegerd
- Jan Mybrand – Åklagare Mats-Erik
- Sven Boräng – Carl Sewerin
- Cecilia Milocco – Birgitta, mãe de Lotta

## Prêmios e indicações
| Ano  | Prêmio                        | Categoria                     | Indicado       | Resultado |
| 2023 | 51º Emmy International Awards | Melhor Performance de um Ator | Jonas Karlsson | Pendente  |